# Cyanus segetum
 (juin 2025).
La mise en forme du texte ne suit pas les recommandations de Wikipédia : il faut le « wikifier ».
Les points d'amélioration suivants sont les cas les plus fréquents. Le détail des points à revoir est peut-être précisé sur la page de discussion.
- Les titres sont pré-formatés par le logiciel. Ils ne sont ni en capitales, ni en gras.
- Le texte ne doit pas être écrit en capitales (les noms de famille non plus), ni en gras, ni en italique, ni en « petit »…
- Le gras n'est utilisé que pour surligner le titre de l'article dans l'introduction, une seule fois.
- L'italique est rarement utilisé : mots en langue étrangère, titres d'œuvres, noms de bateaux, etc.
- Les citations ne sont pas en italique mais en corps de texte normal. Elles sont entourées par des guillemets français : « et ».
- Les listes à puces sont à éviter, des paragraphes rédigés étant largement préférés. Les tableaux sont à réserver à la présentation de données structurées (résultats, etc.).
- Les appels de note de bas de page (petits chiffres en exposant, introduits par l'outil «  Source ») sont à placer entre la fin de phrase et le point final[comme ça].
- Les liens internes (vers d'autres articles de Wikipédia) sont à choisir avec parcimonie. Créez des liens vers des articles approfondissant le sujet. Les termes génériques sans rapport avec le sujet sont à éviter, ainsi que les répétitions de liens vers un même terme.
- Les liens externes sont à placer uniquement dans une section « Liens externes », à la fin de l'article. Ces liens sont à choisir avec parcimonie suivant les règles définies. Si un lien sert de source à l'article, son insertion dans le texte est à faire par les notes de bas de page.
- La présentation des références doit suivre les conventions bibliographiques. Il est recommandé d'utiliser les modèles {{Ouvrage}}, {{Chapitre}}, {{Article}}, {{Lien web}} et/ou {{Bibliographie}}. Le mode d'édition visuel peut mettre en forme automatiquement les références.
- Insérer une infobox (cadre d'informations à droite) n'est pas obligatoire pour parachever la mise en page.

Pour une aide détaillée, merci de consulter Aide:Wikification.
Si vous pensez que ces points ont été résolus, vous pouvez retirer ce bandeau et améliorer la mise en forme d'un autre article.
Bleuet, Centaurée bleuet
Pour les articles homonymes, voir Bleuet et Barbeau.
Espèce
Synonymes
Centaurea cyanus L., 1753 
Classification phylogénétique
Statut de conservation UICN

 LC  : Préoccupation mineure
 Monde, Europe, France 
Cyanus segetum, appelé Bleuet en Suisse, en France, en Belgique et en Vallée d'Aoste, ou Centaurée bleuet au Canada et en Belgique, est une espèce de plante à fleurs de la famille des Astéracées (anciennement Composées) provenant majoritairement d'Asie et des échanges commerciaux internationaux ayant permis son exportation mondiale rapide (les premiers ayant eu lieu vers l’Europe et l’Amérique du Nord). Très souvent adventice des champs de céréales, cette espèce fait partie des plantes messicoles qui deviennent de plus en plus rares. Il est parfois appelé Aubifoin, Barbeau, Blavelle, Bleuet des champs, Casse-lunettes ou Fleur de Zacharie.

## Description

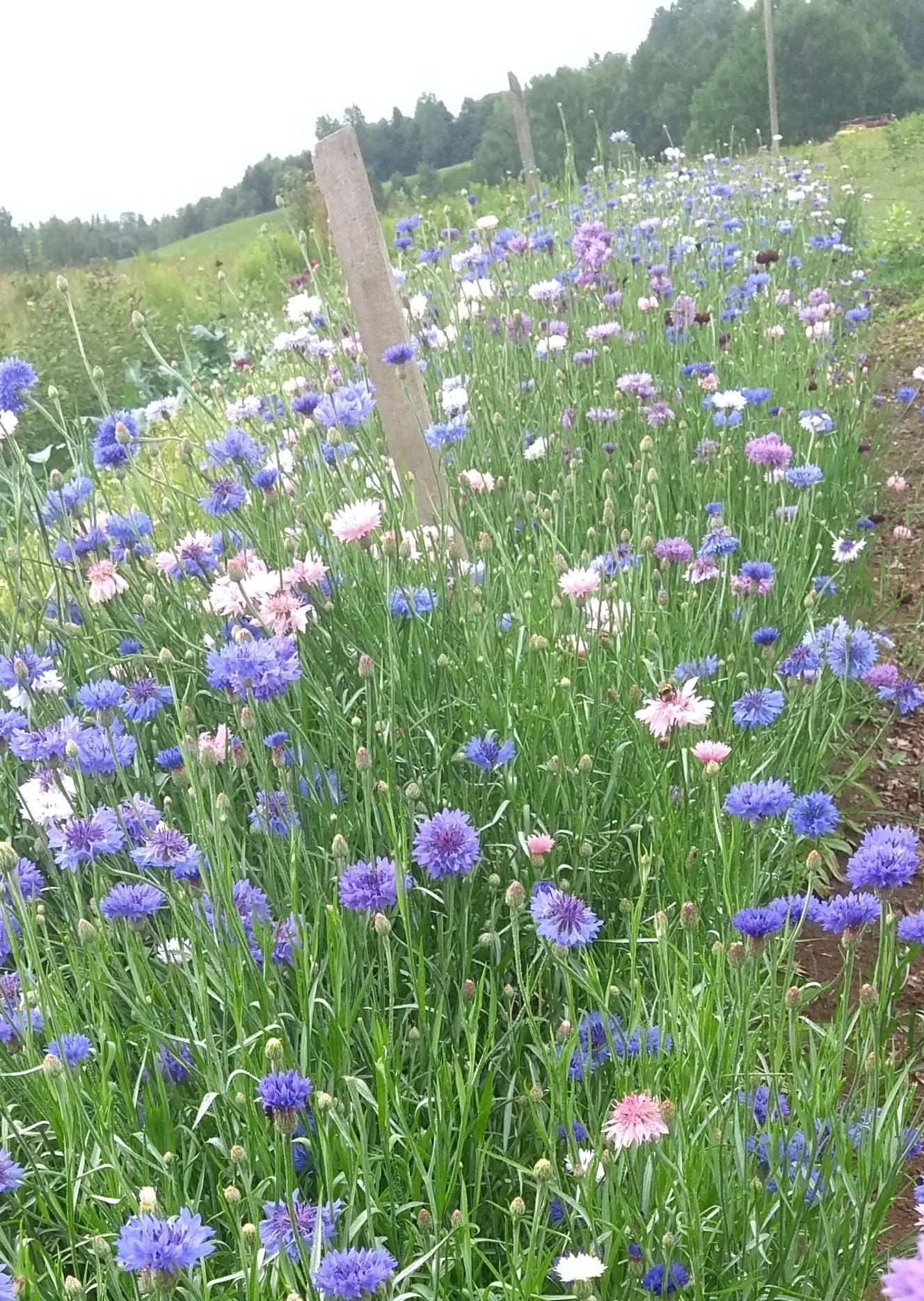
Centaurées cultivées.

C'est une  plante herbacée annuelle aux tiges de couleur vert grisâtre, d'aspect velouté, aux feuilles lancéolées ou pennatilobées, aux fleurs bleues, pourpres, blanches ou roses aux fleurons périphériques étalés. Sous le capitule, s'observent des bractées à bords ciliés (cils courts et réguliers, généralement bruns). La floraison a lieu entre les mois d'avril et novembre.

## Déclin et génétique
Espèce annuelle qui peut être rencontrée sur différents types de sols, même si elle préfère les alluvions argilo-sableuses, cette messicole a régressé voire a disparu d'une grande partie de son aire naturelle de répartition. Les populations plus disséminées et beaucoup plus fluctuantes, se retrouvent sporadiquement dans des milieux de substitution comme les bords de routes et les chemins perturbés, terrains moins soumis à l’épandage de désherbant. Face à la disparition des bleuets des champs, des programmes d'actions ont été mis en place dans des régions de France.

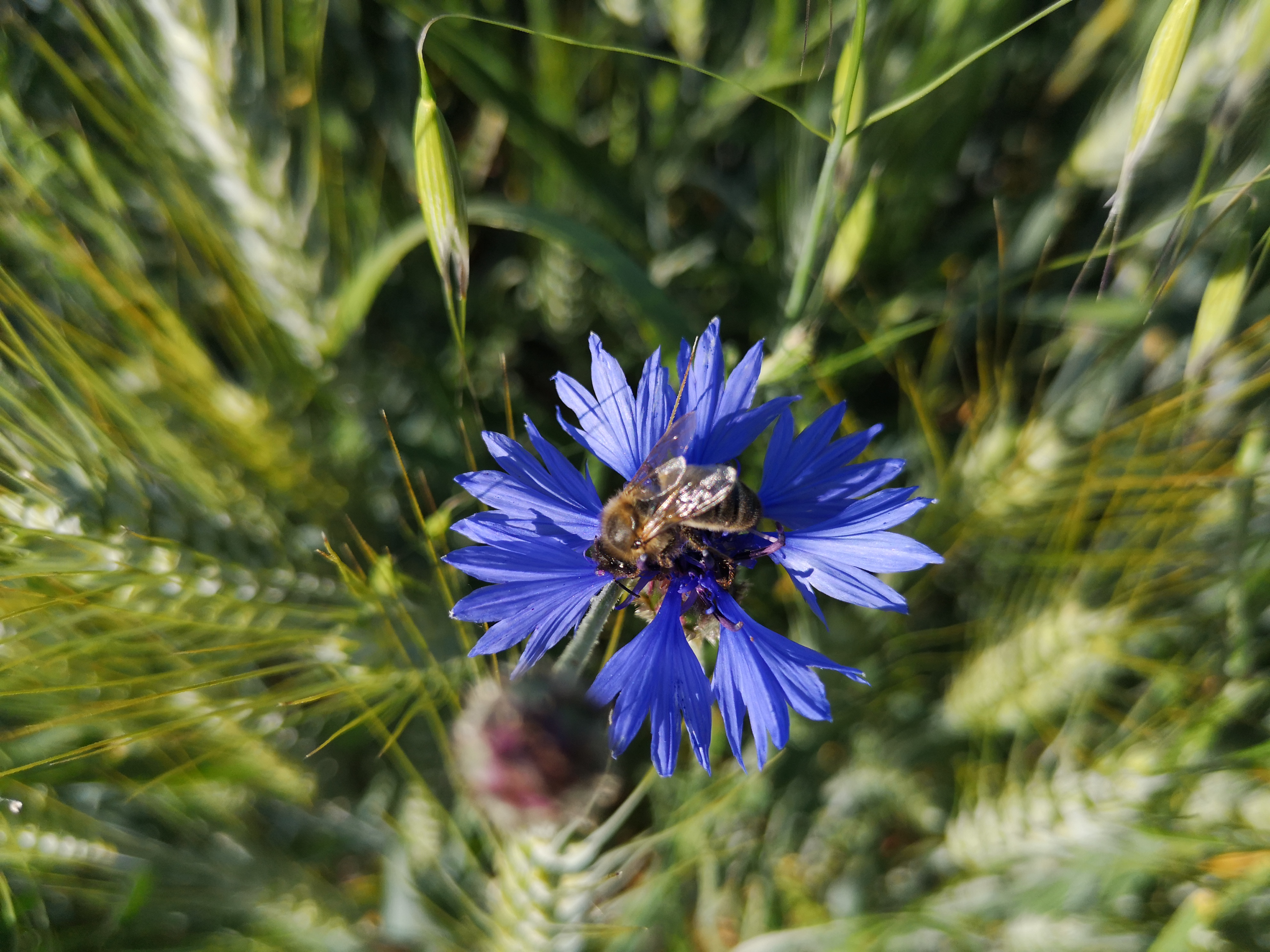
Abeille butinant un bleuet.

Une étude a comparé les traits de graines anciennes conservées en banque de graines par les conservatoires botaniques et les bleuets contemporains, montrant que l'espèce subit une évolution génétique rapide qui concerne des traits importants pour l'espèce, en renforcant les traits physique d'attraction des insectes pollinisateurs.

### Statuts de protection, menaces
L'espèce n'est pas encore considérée comme étant menacée en France. En 2021 elle est classée Espèce de préoccupation mineure (LC) par l'UICN.
Toutefois localement l'espèce se raréfie : elle est considérée « quasi menacée » (NT), proche du seuil des espèces menacées ou qui pourrait être menacée si des mesures de conservation spécifiques n'étaient pas prises, dans la région Poitou-Charentes, Bretagne, Franche-Comté, Haute-Normandie et Limousin ; elle est considérée'« vulnérable » (VU) en Picardie, Aquitaine et Corse ; « en danger » (EN) en Nord-Pas-de-Calais.

## Formes du bleuet
L'akène a une forme conique ou ovoïde. Il possède également une aigrette à soies non plumeuses qui sont persistantes et rousses, et d'une longueur d'environ les trois quarts de l'akène.
La feuille du bleuet est non décurrente. Les feuilles basales sont entières et très peu dentées ou pennatipartites avec des divisions linéaires. Le bleuet possède également un involucre de 1 à 1,5 cm de long.

## Caractéristiques
Organes reproducteurs

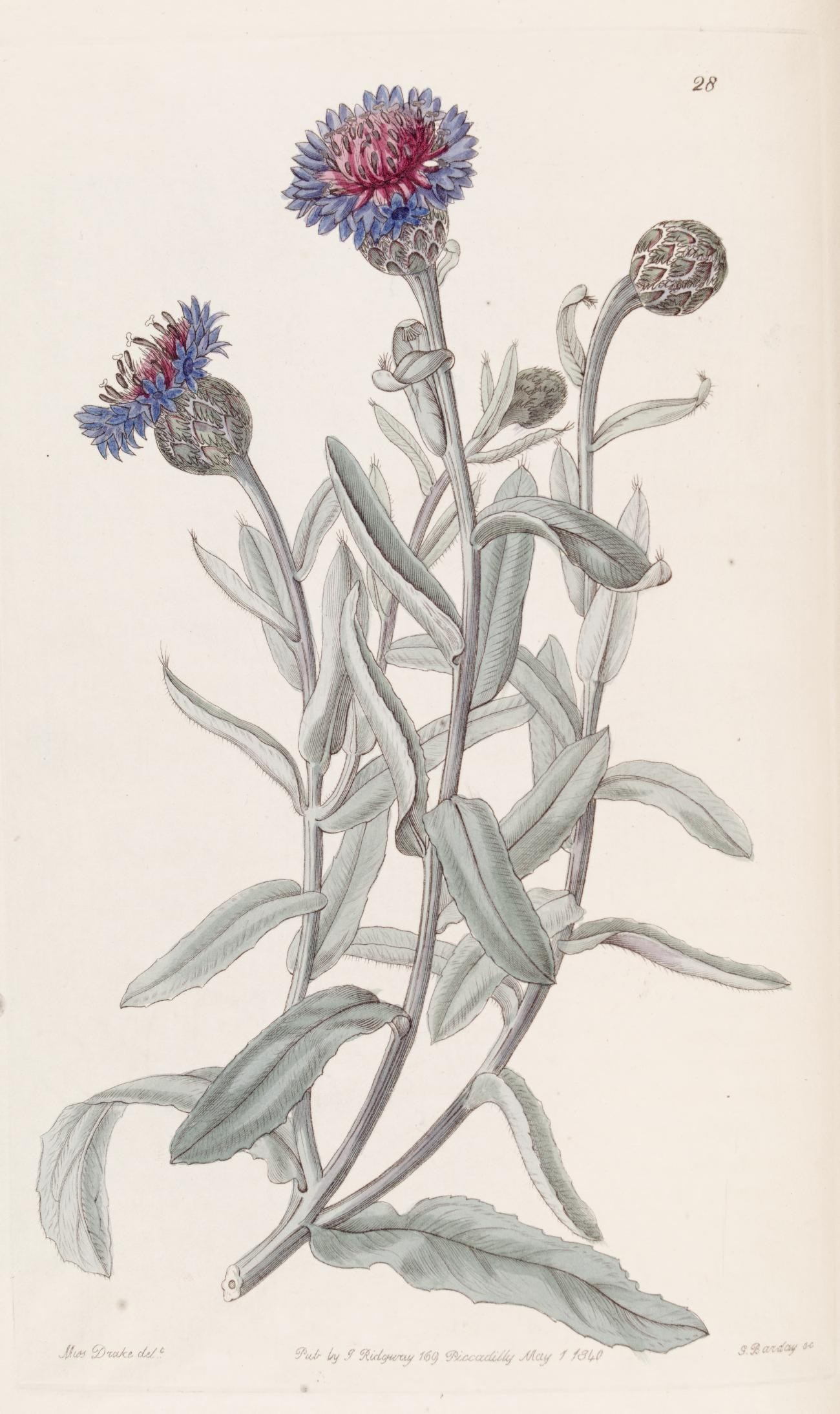
Pl. 28 Edwards's botanical register

- Type d'inflorescence : cyme de capitules
- Répartition des sexes : hermaphrodite, possède un système d'auto-incompatibilité
- Sexualité : allogame
- Type de pollinisation : entomogame
- Période de floraison : mai à juillet

Graine
- Type de fruit : akène
- Mode de dissémination : barochore, myrmécochore

Habitat et répartition
- Habitat type : annuelles commensales des cultures acidophiles, mésohydriques, mésothermes
- Aire de répartition : cosmopolite, sur sites ensoleillés

Données d'après Baseflor.
Le bleuet est sensible à des maladies comme l’oïdium, la rouille, le mildiou, et peut subir des attaques de pucerons.
Taille
Le bleuet peut atteindre une taille allant de 50 cm jusqu’à 1 mètre.

## Culture
Le bleuet compte deux moyens principaux de culture, la première en tant que plante annuelle/domestique :
- sol terreux (classique) ;
- possibilité de repiquage.

Ou bien en tant que plante bisannuelle dans de grands espaces :
- sol de jardin/potager ;
- possibilité de repiquage en hybridation avec d’autres espèces.

Dans les deux cas, le bleuet peut en raison de sa robustesse se planter en toutes saisons selon les différents modes de culture utilisées et sa floraison sera effective l’année suivant la plantation.
Données d'après Rustica.

## Synonymes
- Cyanus arvensis Moench, Methodus 561. 1794, nom. illegit.
- Cyanus cyanus (Linnaeus) Hill, Hort. Kew. 64. 1768, nom. inadmiss.
- Centaurea cyanus L., Sp. Pl., 2 : 911. 1753
- Cyanus vulgaris  Delarbre, Fl. Aubergne, ed. 2. 203. 1800, nom. illegit.
- Leucacantha cyanus (Linnaeus) Nieuwland & Lunell, Amer. Midl. Naturalist 5: 71. 1917.

## Utilisations médicinales et culinaires

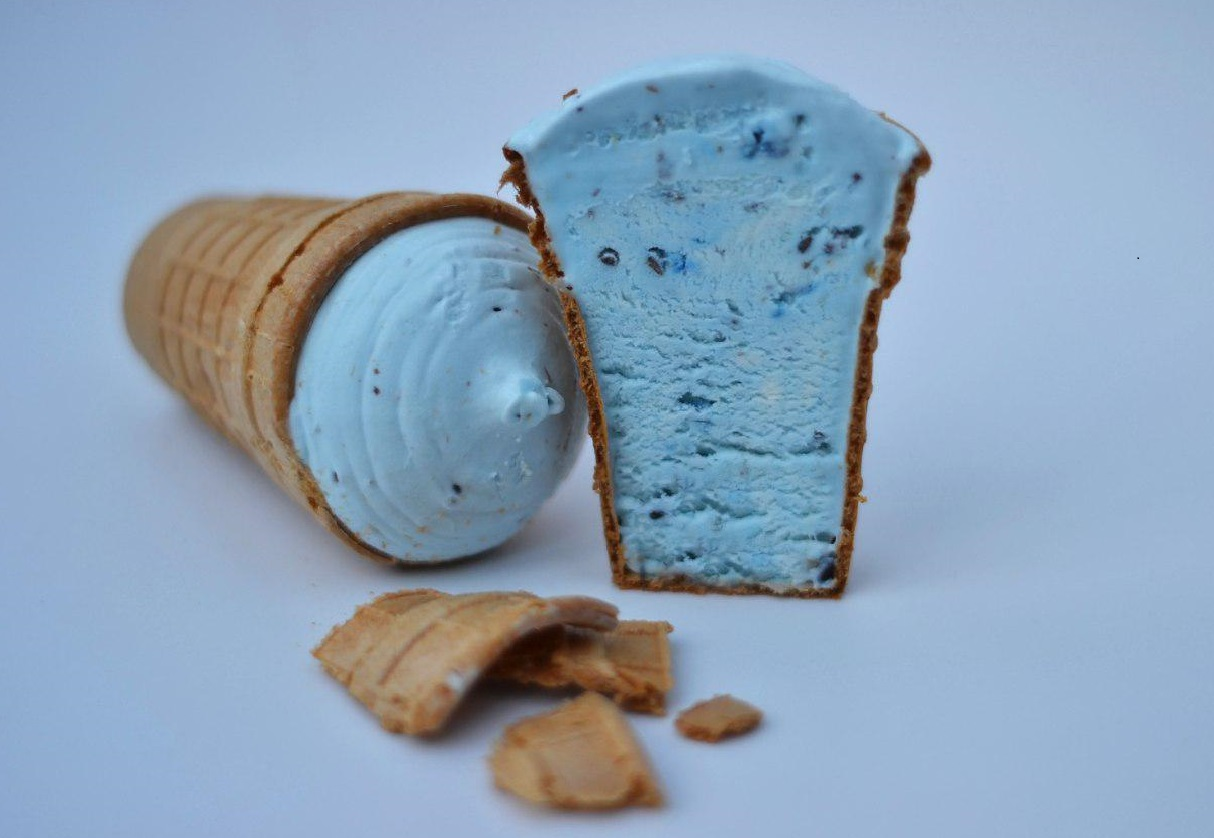
Une crème glacée à la centaurée vendue en Europe de l'Est (Biélorussie et Ukraine).

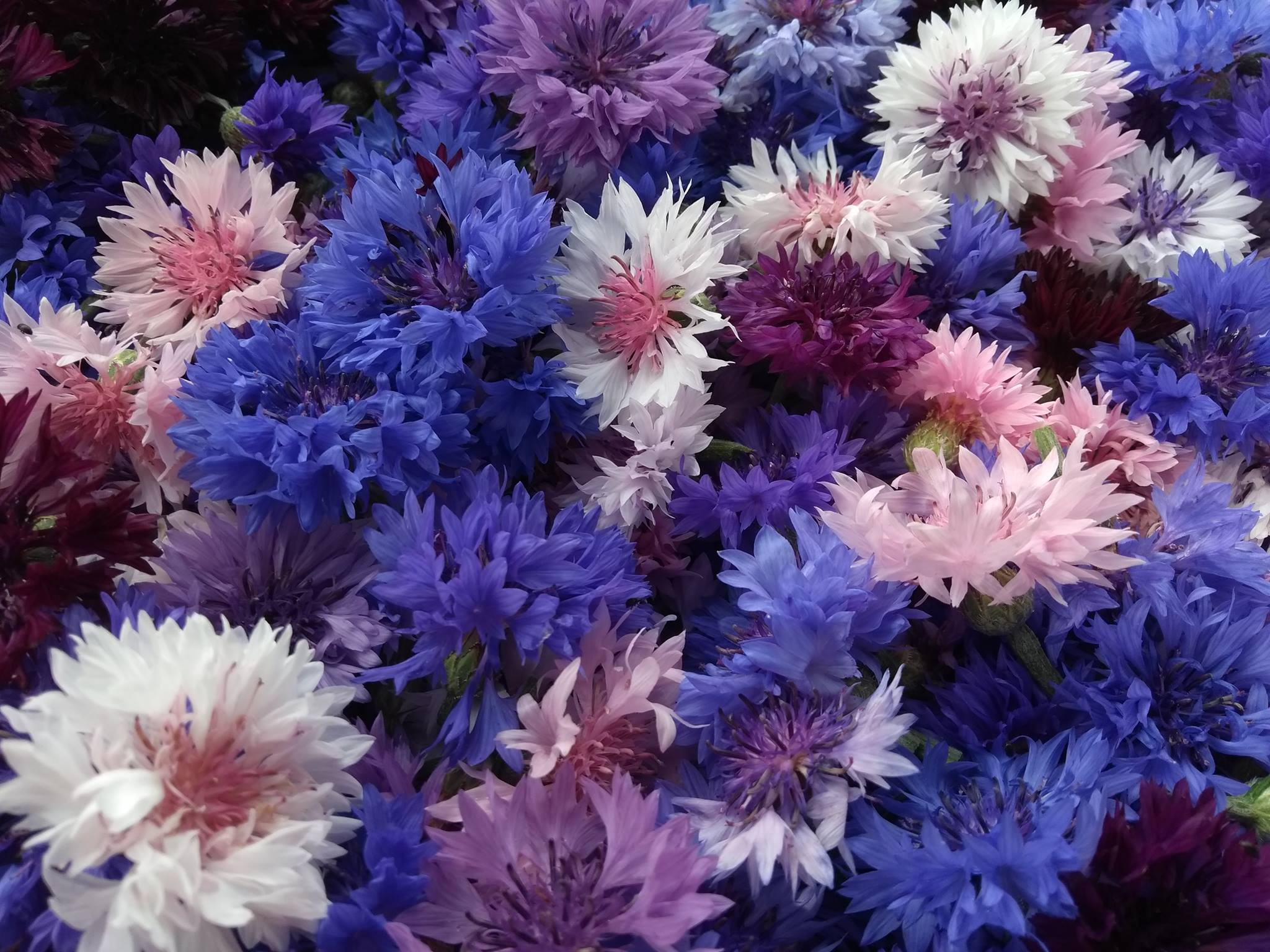
Des centaurées destinées à l'usage culinaire.

L'hydrolat (« eau de bleuet ») ou la décoction de bleuet était prescrite en collyre en cas d'irritation des yeux et des paupières et pour lutter contre la conjonctivite (d'où son nom vernaculaire de Casse-lunettes). Elle est indiquée pour les inflammations de la peau et des muqueuses (bain de bouche) et en cosmétique (démaquillant pour les yeux). En infusion, ses fleurs séchées sont conseillées pour les inflammations des reins, la goutte ou les rhumatismes.
Les fleurs comestibles s'utilisent dans les desserts (mousses, salades de fruits ou gâteaux). Elles se retrouvent également dans le thé Lady Grey.

## Le bleuet dans la culture

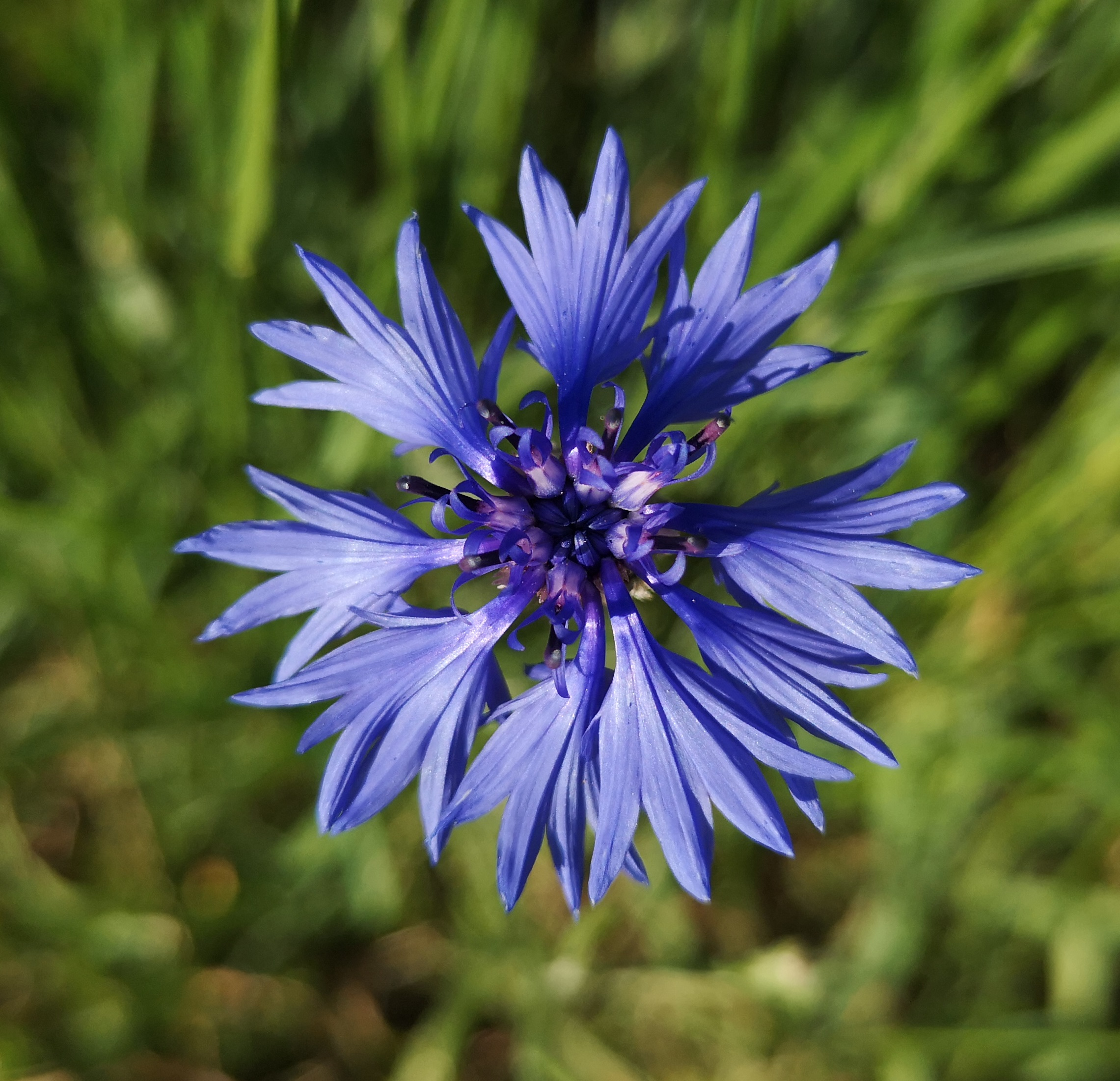
Bleuet des champs ou barbeau.

Sous son ancien nom de barbeau, le bleuet est à l'origine du motif décoratif « au barbeau » (semis de fleurs) ou des « barbeaux » (bordures de fleurs en guirlande) très prisés sur les services de porcelaine ou de faïence, notamment chez les manufactures de Sèvres ou de Tournai, et qui ont eu la faveur de la reine Marie-Antoinette.
Le bleuet est souvent assimilé à une mauvaise herbe au vu de sa prolifération et de son extrême résistance, il est également comparé au coquelicot[réf. nécessaire].
Le bleu bleuet ou bleu barbeau est une nuance de bleu tirant sur le gris.
Cette fleur voyait son nom attribué au 21 prairial du calendrier républicain / révolutionnaire français, généralement chaque « 9 juin » du calendrier grégorien.
À l'époque de l'affaire Dreyfus, à la fin du XIXe siècle, le bleuet porté à la boutonnière est un signe de ralliement des antidreyfusards,.
Le bleuet de France porté à la boutonnière est le symbole de la mémoire et de la solidarité envers les anciens combattants, les victimes de guerre, les veuves et les orphelins.
Jusqu’en 1955, au moment de la fête des mères on faisait des bouquets bleu, blanc, rouge composés de bleuets, marguerites et coquelicots[réf. nécessaire].
Dans le langage des fleurs, la bleuet symbolise la richesse, l'amour timide ou la délicatesse.

## Origine
Le terme « bleuet » est apparu en France en 1380 ; il désigne alors la fleur des champs par sa couleur bleue. À ne pas confondre avec le « bleuet » qui désigne une myrtille au Canada et aux États-Unis.

## En peinture

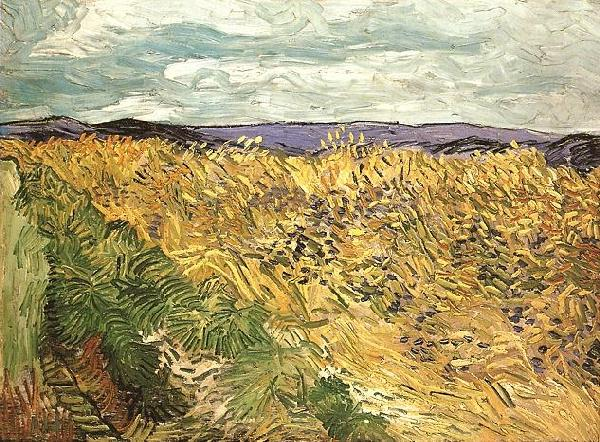
Vincent van Gogh, Bleuets dans un champ de blé, 1890.
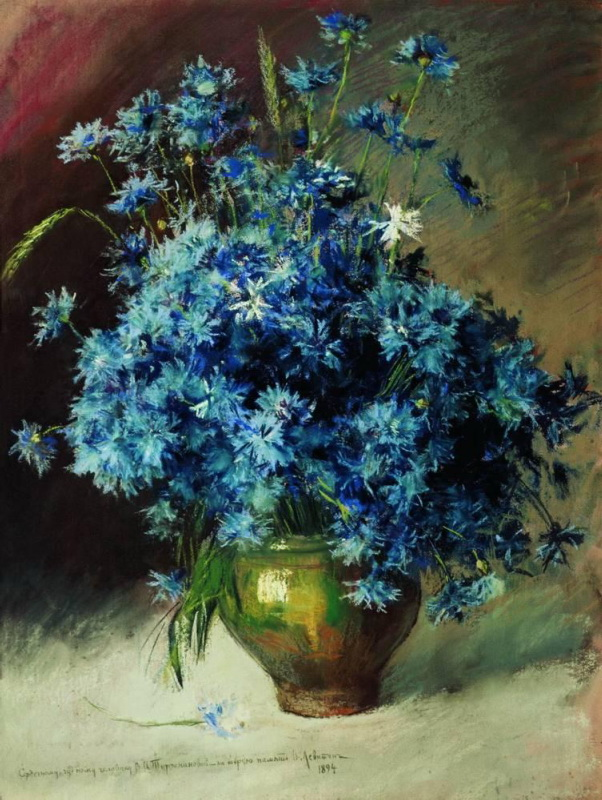
Isaac Levitan, Bouquet de bleuets, 1894.
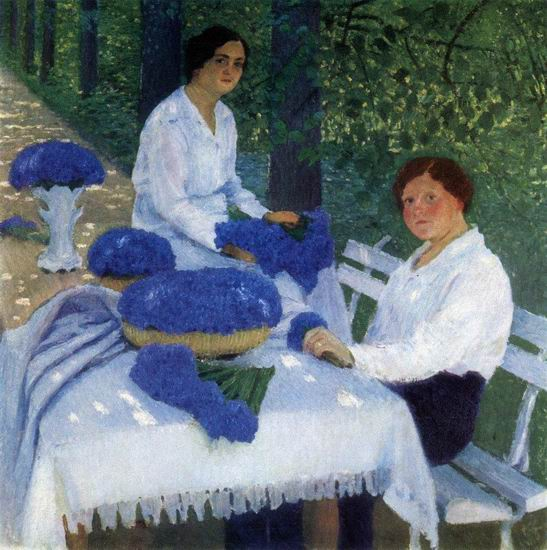
Igor Grabar, Portrait de groupe avec bleuets, 1914.
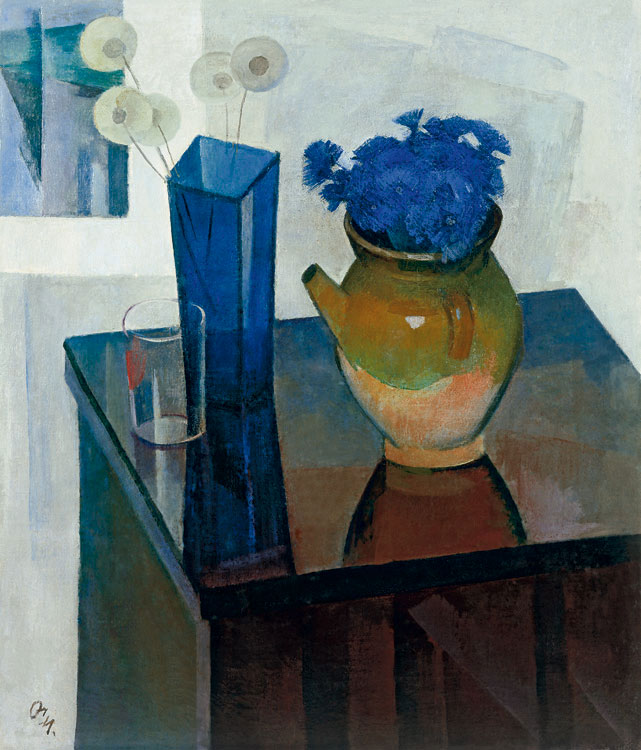
Sergei Osipov, Bleuets dans un pot, 1976.